# Capellini (plat)
Pour les articles homonymes, voir Capellini.
Les capellini ([kapelˈliːni], littéralement « cheveux fins ») sont une variété de pâtes italiennes très fines à la farine de blé.

## Description
Comme les spaghetti, ils sont en forme de baguettes et plus fins que les vermicelles. Les capelli d'angelo ou, en français, les « cheveux d'ange », sont une variante encore plus fine des capellini.
Ils peuvent également être utilisés comme vermicelles dans une soupe.